# Athlétisme aux Jeux panarabes
Les épreuves d'athlétisme aux Jeux panarabes sont une compétition réservée aux nations participants à ces Jeux. L'athlétisme est présent au programme des 13 éditions chez les hommes et des 8 dernières chez les femmes, soit depuis l'entrée des femmes dans les Jeux panarabes  en 1985 .

## Éditions
| #    | Édition   | Pays     | Ville      | Épreuves | Date             | Stade                        |
| ---- | --------- | -------- | ---------- | -------- | ---------------- | ---------------------------- |
| I    | 1953 (en) | Égypte   | Alexandrie | 21       |                  |                              |
| II   | 1957 (en) | Liban    | Beyrouth   | 21       |                  |                              |
| III  | 1961 (en) | Maroc    | Casablanca | 24       |                  |                              |
| IV   | 1965 (en) | Égypte   | Le Caire   | 24       |                  |                              |
| V    | 1976 (en) | Syrie    | Damas      | 22       |                  |                              |
| VI   | 1985 (en) | Maroc    | Rabat      | 39       | 3-8 août 1985    | Stade Mohammed-V, Casablanca |
| VII  | 1992      | Syrie    | Lattaquié  | 41       |                  |                              |
| VIII | 1997      | Liban    | Beyrouth   | 41       |                  |                              |
| IX   | 1999      | Jordanie | Amman      | 45       |                  |                              |
| X    | 2004      | Algérie  | Alger      | 45       |                  |                              |
| XI   | 2007      | Égypte   | Le Caire   | 46       |                  |                              |
| XII  | 2011      | Égypte   | Le Caire   | 46       |                  |                              |
| -    | 2015      | Annulés  | Annulés    | Annulés  | Annulés          | Annulés                      |
| XIII | 2023      | Algérie  | Oran       | 43       | 4-7 juillet 2023 | Stade Miloud-Hadefi, Oran    |